# Grand-Case

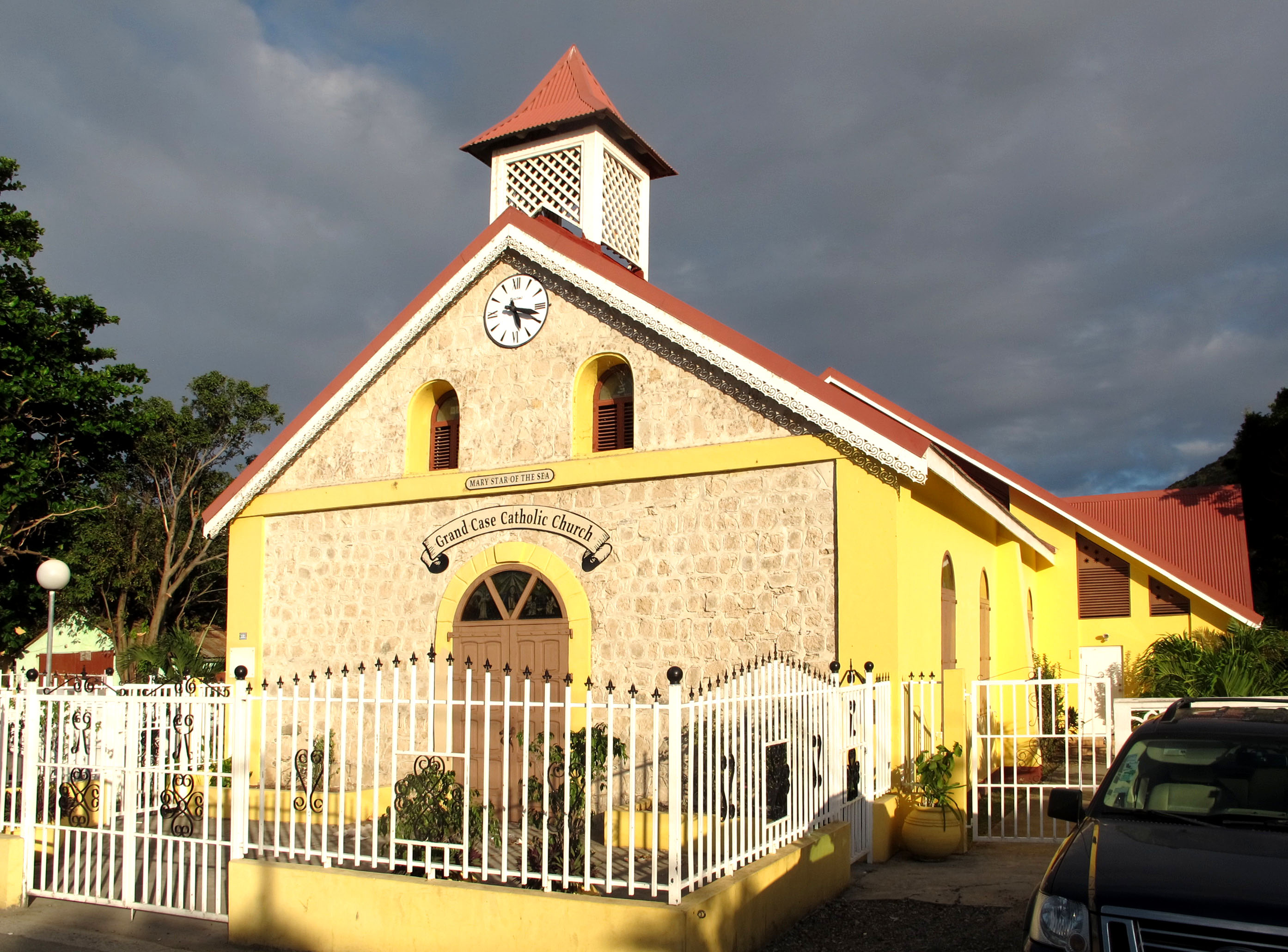
Église catholique

Grand-Case est un lieu-dit de la partie française de l’île de Saint-Martin, aux Antilles. Il se situe au nord-nord-est de Marigot, sur la route RN7 qui la relie à Quartier-d'Orléans. Il jouxte l'aéroport régional de Grand-Case Espérance.

## Étymologie
Le nom provient de la déformation de l'ancien nom "La grande case".

## Topographie
La plage est un tombolo (bande de sable) entre les mornes "Smith" et "First Stick Hill" séparant la mer des trois étangs d'eau saumâtre (le grand, le moyen et le petit). Les lieux-dits proches sont : Shanty town, Petite-plage, La Savane.

## Urbanisation
Les familles des ouvriers qui travaillaient à la saline se sont installés sans titre de propriété sur la plage. Une bonne partie de ces familles étaient originaires de l'île d'Anguilla qui fait face. Ils étaient pêcheurs et paludiers. L'accroissement rapide d'une population trop pauvre pour acheter du terrain a favorisé les comblements illicites des bords des étangs pour y bâtir des logements ; cela a forgé la mentalité locale. Le conseil municipal de Saint-Martin lui-même a eu recours à ce procédé litigieux afin de pouvoir y construire des infrastructures publiques nécessaires. Cela explique aussi que le village soit facilement inondable.

## Services
- Établissements d'enseignement : écoles maternelles, écoles élémentaires.
- Autres services publics : bureau de poste, service technique municipal, police territoriale, gendarmerie (à La Savanne), caserne des pompiers (à La Savanne).
- Équipements sportifs : terrains de basket-ball et de football, écoles de danse (privées), terrain de Karting (privé) à La Savanne.
- Lieux de cultes : église méthodiste, église catholique, temples protestants divers.
- Sécurité : la nuit, les agressions n'y sont pas rares.
- Le village possède une maison des jeunes et de la culture (MJC).

## Lieux remarquables et particularités

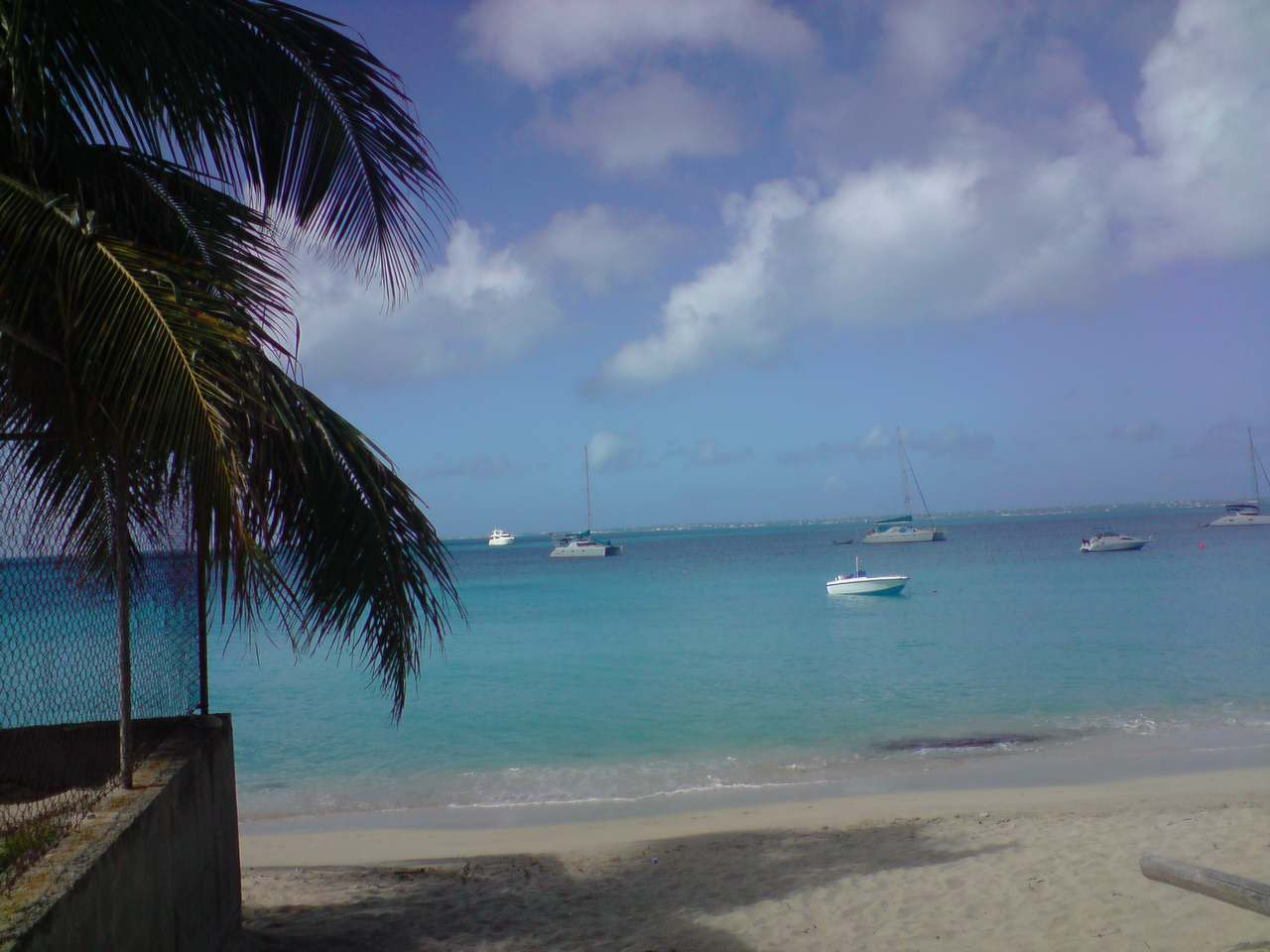
Plage de Grand Case. Au large l'île d'Anguilla.

- Par ses nombreux restaurants haut de gamme, le village se veut être la capitale de la gastronomie des Antilles française. Un ensemble de quatre "Lolos créoles" proposent aussi, en bord de plage, des grillades et plats traditionnels antillais.
- En saison touristique, une association organise en nocturne Les Mardis de Grand-Case, un marché d'artisans d'art et de musiciens locaux.
- Le Rocher Créole, réserve sous-marine, que l'on peut visiter en bateau à fond de verre.